# Momir Rnić
Momir Rnić (Servisch: Момир Рнић) (Sečanj, 3 februari 1955) is een voormalig Servisch handballer. Hij naam driemaal deel aan de Olympische Spelen, waar hij de Joegoslavische handbalploeg vertegenwoordigde. 
In 1980 eerder eindigde hij met Joegoslavië op de Olympische Spelen van 1980 in Moskou op de zesde plaats. Rnić speelde zes  wedstrijden en scoorde 17 doelpunten.
Op de Olympische Spelen van 1984 in Los Angeles won hij de gouden medaille met Joegoslavië, nadat men in de finale West-Duitsland had verslagen. Rnić speelde vier wedstrijden en scoorde één doelpunt.
Vier jaar later won hij de bronzen medaille met Joegoslavië op de Olympische Spelen van 1988 in Seoel. Rnić speelde zes wedstrijden en scoorde 18 doelpunten.
Mirko Bašić · Jožef Holpert · Boris Jarak · Slobodan Kuzmanovski · Muhamed Memić · Alvaro Načinović · Goran Perkovac · Zlatko Portner · Iztok Puc · Rolando Pušnik · Momir Rnić · Zlatko Saračević · Irfan Smajlagić · Ermin Velić · Veselin Vujović
Zlatan Arnautović · Mirko Bašić · Jovica Elezović · Mile Isaković · Pavle Jurina · Milan Kalina · Slobodan Kuzmanovski · Dragan Mladenović · Zdravko Rađenović · Momir Rnić · Branko Štrbac · Veselin Vujović · Veselin Vuković · Zdravko Zovko
Zlatan Arnautović · Jovica Cvetković · Adnan Dizdar · Jovica Elezović · Mile Isaković · Drago Jovović · Pavle Jurina · Enver Koso · Peter Mahne · Jasmin Mrkonja · Velibor Nenadić · Goran Nerić · Stjepan Obran · Momir Rnić